# 蓮雲禪苑
蓮雲禪苑位於台灣台北市蓮雲街，為主祀釋迦牟尼之佛教廟宇。該廟宇興建於1969年，為位於台北中正區之仿古建築。另外，該廟宇的組織型態為管理人制，祭典日期則是每年農曆之四月初八浴佛節。